# 烏爾薩利夫卡
50°29′26″N 31°57′41″E / 50.49056°N 31.96139°E
烏爾薩利夫卡（烏克蘭語：Урсалівка）是位於烏克蘭北部的村莊，由基辅州布羅瓦里區的茲胡里夫卡市鎮負責管轄。該村始建於1712年，面積0.45平方公里，2001年人口44，人口密度每平方公里98.7人。